# Cervell de Boltzmann

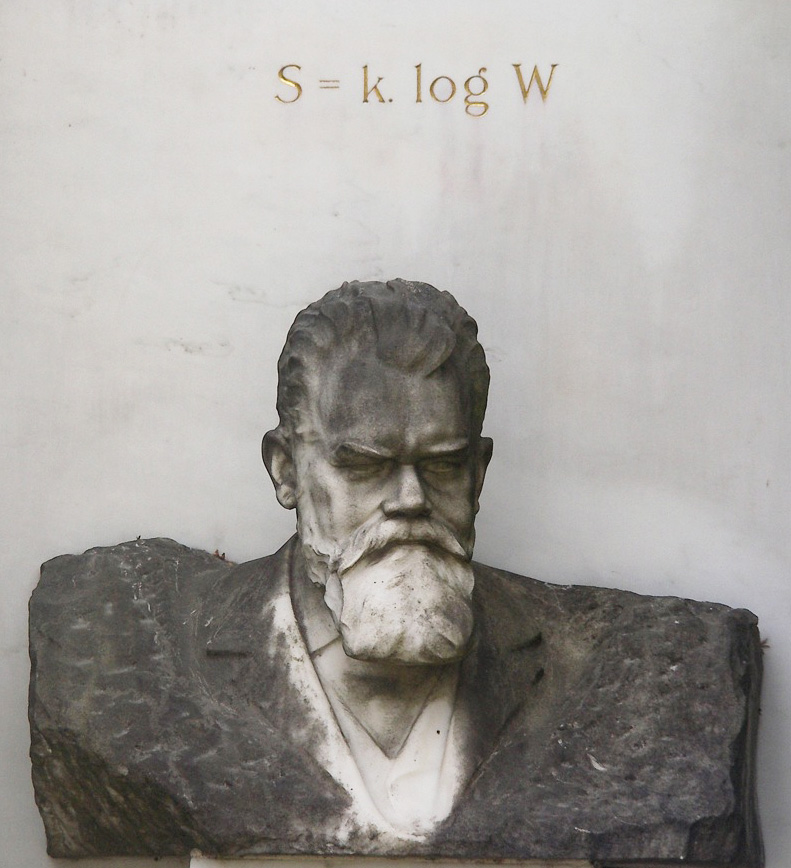
Bust de Ludwig Boltzmann, qui dona nom al concepte

Un cervell de Boltzmann és una entitat hipotètica conscient de si mateixa, creada per fluctuacions aleatòries en un estat de caos. El nom d'aquest concepte és en honor del físic estadístic Ludwig Boltzmann que va proposar que l'univers s'observa en un estat de no equilibri, a priori altament improbable, perquè és una condició necessària per l'existència de cervells conscients que l'observin. Andreas Albrecht i Lorenzo Sorbo n'encunyaren el nom el 2004.
El cervell de Boltzmann sovint s'enuncia com a paradoxa física. La paradoxa consisteix en el fet que si es compara la probabilitat de la nostra situació actual com a entitats conscients que formen part d'un entorn organitzat amb la de l'existència d'entitats conscients en una «sopa» termodinàmica sense anomalies, això segon hauria de ser vastament més probable.